# Brachypelma vagans
Tliltocatl vagans är en spindelart som först beskrevs av Anton Ausserer 1875.  Tliltocatl vagans ingår i släktet Tliltocatl och familjen fågelspindlar. Inga underarter finns listade.